# Leipzig-Klasse (1816)
Die Leipzig-Klasse war eine Klasse von zwei nominell 110-Kanonen-Linienschiffen der Baltischen Flotte der Kaiserlich Russischen Marine, die zwischen 1816 und 1824 in Dienst stand.

## Allgemeines
Die in ihren Abmessungen dem 1800 von Stapel gelaufenen 130-Kanonen-Schiff Blagodat‘ ähnlichen Schiffe der Leipzig-Klasse waren die ersten russischen Dreidecker mit dreißig 36-Pfünder-Kanonen auf ihrem untersten Batteriedeck. Sie entsprachen damit in ihrer Waffen-Konfiguration den französischen 110-Kanonen-Schiffen der Commerce-de-Paris-Klasse. Beide Schiffe wurden zwischen 1814 und 1819 auf der Admiralitätswerft in Sankt Petersburg von den Schiffbauern G.S. Isakov (Leipzig) und Iwan Kurepanow (Tviordyi) gebaut. Bis auf eine Reise der Leipzig im Jahr 1816 verließen beide Schiffe nie den Hafen und sind als reine Prestigeobjekte anzusehen.
Im November 1824 strandeten bzw. sanken beide Schiffe bei einer Flut des Flusses Newa und wurden schwer beschädigt. Sie wurden gehoben, aber nicht mehr für den operativen Dienst instand gesetzt und zwischen 1828 und 1832 abgebrochen.

## Einheiten
| Name               | Bauwerft                            | Kiellegung      | Stapellauf         | Verbleib                                                                          |
| ------------------ | ----------------------------------- | --------------- | ------------------ | --------------------------------------------------------------------------------- |
| Leipzig (Лейпциг)  | Admiralitätswerft, Sankt Petersburg | 7. August 1814  | 20. September 1816 | November 1824 gesunken; gehoben und Nutzung als Hulk; 1832 abgebrochen            |
| Tviordyi (Твёрдый) | Admiralitätswerft, Sankt Petersburg | 17. August 1817 | 5. September 1819  | November 1824 gesunken; gehoben und 1828 zum Abbruch nach Großbritannien verkauft |

## Technische Beschreibung
Die Klasse war als Batterieschiff mit drei durchgehenden Geschützdecks konzipiert und hatte eine Länge von 60,35 Metern (Geschützdeck), eine Breite von 15,75 Metern und einen Tiefgang von 7,06 Metern. Sie war ein Rahsegler mit drei Masten (Fockmast, Großmast und Kreuzmast). Der Rumpf schloss im Heckbereich mit einem Heckspiegel, in den Galerien integriert waren, die in die seitlich angebrachten Seitengalerien mündeten. Diese waren aus Repräsentationsgründen durch zeitspeziefische Schnitzereien und Bildhauerarbeiten geschmückt. An der obersten Position des Heckspiegels befanden sich traditionell bis zu drei Hecklaternen. Die Beplankung des Schiffes war kraweel ausgeführt, das heißt, die Enden der Planken stießen stumpf aufeinander, so dass eine glatte Außenfläche entstand.
Die Bewaffnung der Klasse bestand aus 118 Geschützen.
|        | Unteres Batteriedeck    | Mittleres Batteriedeck  | Oberes Batteriedeck     | Backdeck                                         | Achterdeck                                       | Geschütze (Geschossgewicht) |
| ------ | ----------------------- | ----------------------- | ----------------------- | ------------------------------------------------ | ------------------------------------------------ | --------------------------- |
| Design | 30 × 36-Pfünder-Kanonen | 32 × 24-Pfünder-Kanonen | 32 × 18-Pfünder-Kanonen | 20 × 6-Pfünder-Kanonen 4 × 24-Pfünder-Karronaden | 20 × 6-Pfünder-Kanonen 4 × 24-Pfünder-Karronaden | 118 Geschütze (652,61 kg)   |